# I WISH (MAY'Sの曲)
「I WISH」（アイ・ウィッシュ）は、日本の音楽ユニット・MAY'Sの4枚目のシングル。2009年4月22日、Venus-Bから発売された。
タイトル曲「I WISH」は、酒井彩名がプロデュースを手掛けるウェディングドレス「Aya na ture」のイメージソングとして使用された。その関係から、MAY'SとAya na ture、レコチョクの3者によるブライダルイベントが企画され、2009年4月19日に群馬県高崎市でイベントが開催された。

## 収録曲
1. I WISH [4:16]
  - 作詞：片桐舞子、作曲・編曲：NAUGHTY BO-Z
  - ウェディングドレス「Aya na ture」イメージソング
2. MaMa (2009) [3:58]
  - 作詞：片桐舞子、作曲・編曲：NAUGHTY BO-Z
  - TBS系『がっちりマンデー!!』エンディング・テーマ
3. Brave Heart (Remix) [4:11]
  - 作詞：片桐舞子、作曲・編曲：NAUGHTY BO-Z
  - 毎日放送・TBS系ドラマ『漂流ネットカフェ』主題歌
4. I WISH -instrumental- [4:16]
5. MaMa (2009) -instrumental- [3:59]

## 楽曲解説
I WISH
So-net Musicのタナカヒロシ曰く、「幸せすぎて感極まるかのような歌声と、それに呼応して抑揚するトラックに心揺さぶられる、愛と希望に満ち溢れたウェディングソング」。テーマは「永遠の愛」であり、歌詞は結婚する花嫁の視点から書かれている。
MAY'Sの曲としては珍しく間奏がある。作曲を担当したNAUGHTY BO-Zは、ウェディングソングということで普段のラブソングよりも幸福・神聖な感じを表現しつつ、間奏でストリングスのソロを用いて結婚に行き着くまでの苦労を表現し、苦労を乗り越えた幸せも盛り込んだという。
MaMa (2009)
インディーズ時代に発表したアルバム『Beginning』の収録曲のリミックス。母への愛が込められた曲であり、ファンから「結婚式で使った」という声が寄せられていたことから、ウェディングソングである「I WISH」との統一感を考慮して本作に再収録した。
Brave Heart (Remix)
1stアルバム『Dreaming』に収録されている「Brave Heart」の英詞リミックス。闘病中のファンのために制作された。

## ミュージック・ビデオ
「I WISH」のミュージック・ビデオの撮影は、群馬県高崎市にある結婚式場・エテルナ高崎のスカイチャペル「ル・シエル」で行われた。ミュージック・ビデオには酒井彩名が出演している。
また2009年3月から4月にかけて、歌ネットモバイルにてミュージック・ビデオとリンクするケータイ小説が連載された。ミュージック・ビデオと連動してケータイ小説が発表されるのは初の試みである。

## チャート成績
「I WISH」は2009年3月11日からレコチョクで着うたの配信が行われ、クラブうた週間チャートで1位を獲得した。
オリコンチャートのCDシングル週間ランキングでは、2009年5月4日付のランキングで初登場19位を記録した。これはMAY'Sのシングルの中では、2011年に発売された「君に届け...／WONDERLAND」と並んで最高位である。

## 収録アルバム
| 楽曲        | 発売日        | タイトル                            | 備考                               |
| ----------- | ------------- | ----------------------------------- | ---------------------------------- |
| I WISH      | 2010年1月13日 | Amazing                             |                                    |
| I WISH      | 2012年6月13日 | Remaking ～Remix Collection Vol.2～ | 「NBZ June Bride Remix」として収録 |
| MaMa (2009) | 2010年1月13日 | Amazing                             |                                    |